# Aconitum subvillosum
Aconitum subvillosum är en ranunkelväxtart som beskrevs av Vorosh.. Aconitum subvillosum ingår i släktet stormhattar, och familjen ranunkelväxter. Inga underarter finns listade i Catalogue of Life.